# Ceques
Les ceques (quítxua) eren línies, que partint de la ciutat del Cusco, servien per organitzar els santuaris o huaques dels voltants, constituint un complex sistema espacial religiós, que atorgava a la capital del Tahuantinsuyo un caràcter eminentment sagrat. Presumptament eren línies de pelegrinatge.

## Descripció
Segons les informacions de Pol d'Ondegardo i el pare Bernabé Cobo, es comptabilitzen un total de 42 ceques; en cadascuna es trobaven alineats un conjunt de 328 huaques. El sistema de ceques dividia al Tahantinsuyo en 4 suyus i en 4 camins reials. Alguns eren rectes, d'altres feien ziga-zagues pel territori. Però corrien paral·lels. Aquest sistema d'organització s'assemblava a un gran quipu que amb les seves cordes i nusos  cobria tota la ciutat. El culte de cada una de les huaques es trobava a càrrec d'un grup social, i havia de ser practicat segons el calendari ritual. Aquestes línies també van ser referències per delimitar la propietat de les terres dels ayllus de Cusco. Finalment, algunes huaques van ser observatoris astronòmics orientats en direcció de punts precisos de l'horitzó, amb els quals els inques registraven les sortides i posades del sol i altres astres.